# Saint-Pierre és Miquelon
Saint-Pierre és Miquelon az Atlanti-óceán északnyugati részén, Kanada délkeleti partjaitól 25 km-re fekvő, összesen nyolc szigetből álló két szigetcsoport, Franciaország egykor kiterjedt észak-amerikai gyarmatainak utolsó maradványa. Jelenleg Franciaország társult állama.

## Földrajz

Saint-Pierre és Miquelon fekvése

Kanada keleti, atlanti-óceáni partján található, Új-Fundlandtól délre, a Breton-foki-szigettől keletre.
Saint-Pierre területe 26 km², Miqueloné 110 km², Langlade-é 91 km². Legmagasabb pontja: Morne de la Grande Montagne, 240 méter.

## Történelem
Vannak bizonyítékok történelem előtti lakosság jelenlétére. Legismertebb közülük a beothuk indiánok jelenléte.
A szigeteket 1497-ben fedezte fel John Cabot (Giovanni Caboto). A következő évszázadban többször gazdát cserélt. 1521-ben Ilha das Onze Mil Virgens lett a szigetek neve. Kezdetben baszk halászok csak a halászati szezon idején jártak ide, de a 17. század közepétől a szigeteknek voltak állandó lakosai, akik francia alattvalók voltak.
A 17. század végén és a 18. század elején brit támadások nyomán a francia telepesek elhagyták a szigeteket, és a britek vették birtokba 50 évre (1713–1763). A franciák az 1763-as párizsi békével vették vissza a szigeteket (ekkor került Új-Franciaország brit birtokba, kivéve Saint Pierre-t és Miquelont). A francia telepesek 15 évig békében éltek. Akkor az amerikai forradalmat támogatták a franciák. Emiatt a britek megtámadták a szigeteket, deportálták a francia telepeseket. A következő 38 évben többször is változott a szigetek birtokosa. Franciaország és Nagy-Britannia kölcsönösen megtámadták a szigeteket, az ott talált lakosokat önként vagy erővel távozásra késztették. Ezek az események a francia forradalomhoz kapcsolódnak.
Franciaország végleg visszakapta a szigeteket Napóleon császár második lemondása után, 1815-ben. A következő 70 évben virágzott a halászat, a szigetlakók gazdagodtak. A 19. század végén lassan lehanyatlott a halászat, ami gazdasági és politikai változásokat okozott.
Az Amerikai Egyesült Államokban 13 évig szesztilalom volt, ami gazdasági előnyt jelentett a szigeteken. A alkoholcsempészet fontos bázisa alakult itt ki. A virágzás véget ért az alkoholtilalom végével és a helyi gazdaság depresszióba süllyedt.
A második világháború idején Gilbert de Bournat kormányzó a Vichy-kormányhoz volt hű; viszont pénzügyi tárgyalásokat kezdett amerikai illetékesekkel, hogy nyújtsanak hitelt, amelyet a francia kincstár garantál. Abban az időben Kanada mérlegelte Saint Pierre és Miquelon megszállását. Lett volna erre több indok, különösen a sziget rádiójának Vichy-párti propagandája. Állítólag a rádió segítette a Grand Bank térségében tartózkodó német tengeralattjárókat, de ez sosem bizonyosodott be. A megszállás tervét sohasem hagyta jóvá William Lyon Mackenzie King kanadai miniszterelnök és Athlone főkormányzó.
De Gaulle parancsára Émile Muselier tengernagy szervezte meg Saint Pierre és Miquelon felszabadítását a kanadai és az amerikai hatóságok tudta és hozzájárulása nélkül. 1941. december 24-én a Szabad Franciaország egy flottillája a Surcouf tengeralattjáró vezetésével ellenállás nélkül ellenőrzése alá vonta a szigeteket. De Gaulle népszavazást szervezett, amely számára kedvező eredménnyel végződött: Saint-Pierre és Miquelon Szabad Franciaország legkorábbi területei egyike lett. Az ügy súlyos bizalmatlanságot okozott De Gaulle és Roosevelt között.
A szigetcsoport 1958-tól Franciaország tengerentúli területe volt, majd 1976 júliusában tengerentúli megye lett, 1985 júniusában pedig Franciaország társult területévé nyilvánították.

## Népesség
| 2013 | 6 057 |
| 2019 | 5 974 |

### Nyelvek, népek, vallások
Az országban a hivatalos nyelv a francia. A népesség jelentős részét baszk és breton leszármazottak alkotják. A fő vallás a római katolikus.

## Gazdaság
Fő gazdasági tevékenység a halászat. A kormányzat a bevételek növelése érdekében a turizmus fejlesztését kezdte meg, az ipar fellendítését pedig a nyersolaj feldolgozásával kívánják megoldani. A viszonylagos jólétet kizárólag az anyaország támogatásával tudják fenntartani.

## Közlekedés
Az országban a közúthálózat hossza 114 km. A repülőterek száma kettő. Fő kikötő Saint-Pierre-ben van.

## Sport
Lásd: Saint-Pierre és Miquelon-i labdarúgó-válogatott